# Nottingham Island
Nottingham Island är en ö i Kanada.   Den ligger i territoriet Nunavut, i den östra delen av landet, 2 000 km norr om huvudstaden Ottawa. Ön har en yta på 1 372 km²
Terrängen på Nottingham Island är lite kuperad. Öns högsta punkt är 407 meter över havet. Den sträcker sig 44,1 kilometer i nord-sydlig riktning, och 51,7 kilometer i öst-västlig riktning.
Trakten runt Nottingham Island består i huvudsak av gräsmarker. Trakten runt Nottingham Island är nära nog obefolkad, med mindre än två invånare per kvadratkilometer.